# イラワンツメアシフタオシジミ
イラワンツメアシフタオシジミ （Hypolycaena irawana） は、チョウ目（鱗翅目）シジミチョウ上科シジミチョウ科に分類されるチョウの一種。フィリピン固有種。

## 分布
パラワン島にのみ分布する。

## 形態
前翅長は１３mm。オスは未発見。メスはミンダナオ島、サマール島に分布しているシュレーダーツメアシフタオシジミに似ているが、裏面の斑紋にかなりの相違があるので、注意をすれば同定を誤ることはない。

## 生態
大変稀な種で生態は不明である。